# جاكي سميث

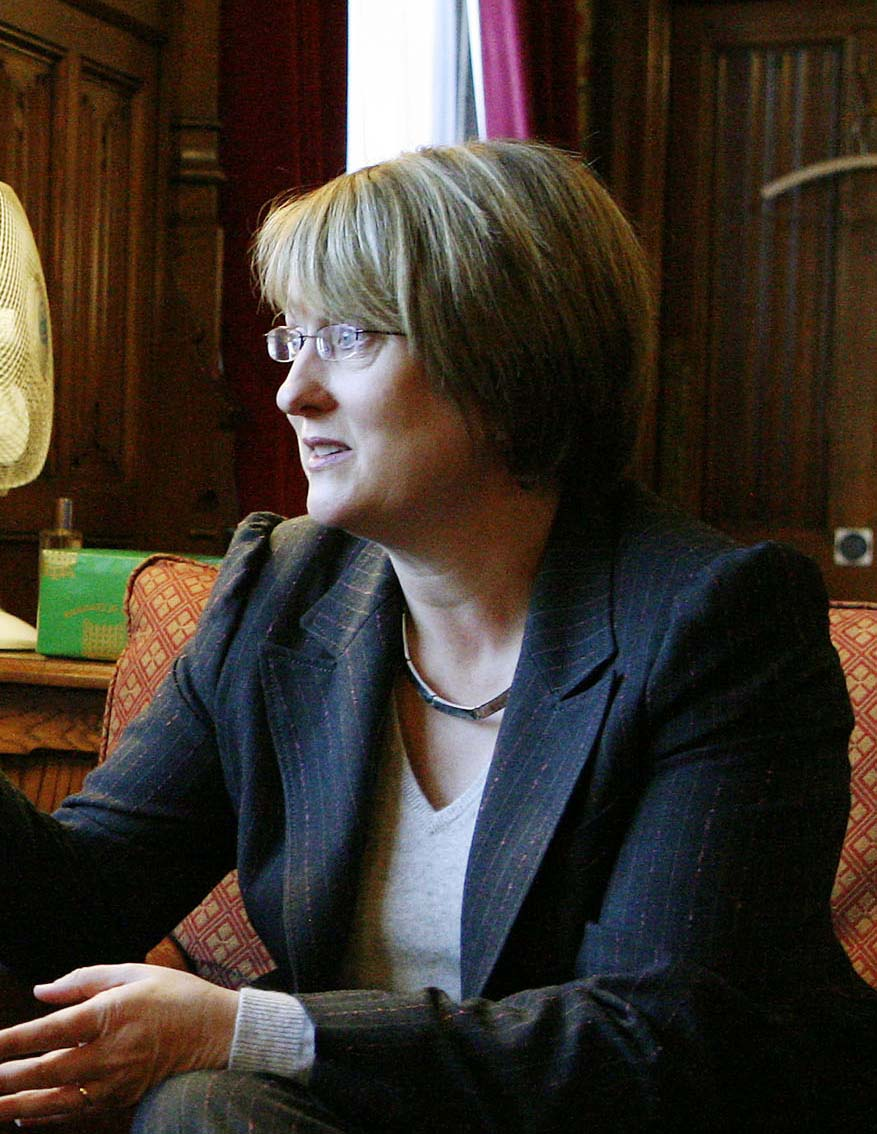
جاكي سميث

جاكي سميث (بالإنجليزية: Jacqui Smith) (مواليد 3 نوفمبر 1962) سياسية بريطانية وعضو حزب العمال، نائبة في مجلس العموم البريطاني منذ 1997، ووزيرة الداخلية البريطانية.
وهي أول امرأة في بريطانيا تشغل منصب وزير الداخلية في تاريخ البلاد.

## روابط خارجية
- جاكي سميث على موقع مونزينجر (الألمانية)
- جاكي سميث على موقع إن إن دي بي (الإنجليزية)